# Sea Shepherd Conservation Society
"Sea Shepherd" este o organizație non-guvernamentală și non-profit fundată de Paul Watson și de Greenpeace în 1981. Predecesoarea sa, "Earth Force Society" a fost fundată în 1977, în SUA.  "Sea Shepherd" acționează global în apele internaționale prin activism direct în vederea conservării vieții marine, folosind trei nave: MY Steve Irwin, the Bob Barker, și the MV Brigitte Bardot. "Sea Shepherd" folosește un puternic departament PR pentru lobby, în special în televiziune ( Discovery, Animal Planet etc).
Acțiunile "Sea Shepherd" sunt îndreptate împotriva pescuitului oceanic (în special cu traulere), capturarii balenelor, vânatul focilor, etc. Din 2008, Animal Planet începe filmările la serialul Whale Wars care relatează despre flota japoneză de vânat balene în oceanele emisferei sudice, fapt ce a făcut multă reclamă pentru acest ONG.